# Metodismo
El metodismo, movimiento metodista o wesleyano es el nombre que se da habitualmente a un grupo numeroso y diverso de denominaciones cristianas de la rama del Protestantismo. Históricamente, el metodismo se originó durante un avivamiento evangélico en Gran Bretaña en el siglo XVIII y gracias a la vigorosa actividad misionera que fue desplegada, se extendió rápidamente por los dominios del Imperio británico, los Estados Unidos y más allá. Originalmente se convocó especialmente a trabajadores, granjeros pobres y esclavos. Su teología es claramente arminiana con un énfasis en el hecho de que la salvación es para todo aquel que acepte a Cristo como Salvador. Su liturgia es muy sencilla y se clasifica, según la tradición anglicana, como propia de la Iglesia baja. Se calculan que alrededor de 80 millones de personas son metodistas en el mundo.
Casi todas las denominaciones metodistas del mundo forman parte de un cuerpo consultivo internacional denominado Consejo Metodista Mundial (World Methodist Council), que tiene sus oficinas centrales en Lago Junaluska (Carolina del Norte), Estados Unidos de América.

## El avivamiento wesleyano

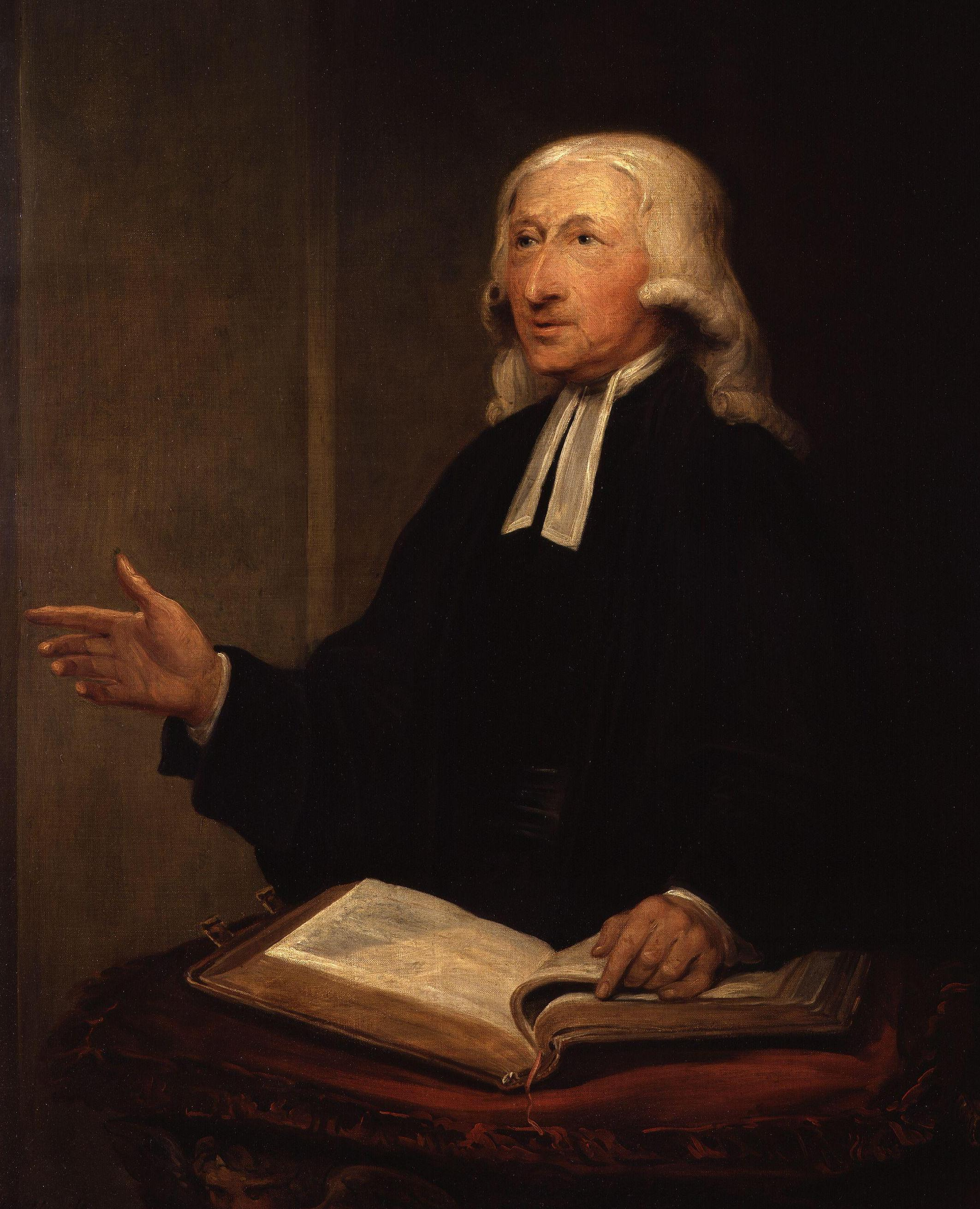
John Wesley.

El denominado movimiento metodista tiene sus orígenes en Inglaterra, cuando un grupo de cristianos encabezados por John Wesley, su hermano más joven Charles Wesley y George Whitefield buscaban la forma de renovar la Iglesia de Inglaterra (Anglicana) en el siglo XVIII, por medio de un estudio centrado en la Biblia, un acercamiento metódico a las Escrituras y la relación e impacto de estos con la vida cotidiana del creyente.
El término «metodista» fue surgiendo como un apodo universitario usado inicialmente con tintes peyorativos para designar al pequeño grupo de estudiantes de Oxford que estuvo reuniéndose entre 1729 y 1735 con fines de crecimiento y edificación personales en la vida cristiana. Ellos se reunían cada semana, ayunaban regularmente y se abstenían de casi toda forma de entretenimiento y lujo. También visitaban con frecuencia a pobres, enfermos y presos.
John Wesley dejó en claro que sus motivos estaban enfocados a la edificación y maduración en la fe cristiana; y de ninguna forma tenía tintes de buscar la fundación de una nueva denominación cristiana, cosa que, contra sus deseos, fue ocurriendo. Al respecto Wesley declaró:

Desearía que el nombre 'metodista' nunca vuelva a ser mencionado otra vez, sino que se perdiera en el eterno olvido.

Los primeros metodistas reaccionaron contra lo que ellos percibían como apatía de la Iglesia de Inglaterra, empezaron a predicar al aire libre y a establecer sociedades metodistas por doquier. Sobresalieron por sus entusiastas sermones y fueron acusados a menudo de fanatismo. En aquellos días, miembros de la iglesia establecida temieron que las nuevas y pujantes doctrinas propuestas por los metodistas, tales como la necesidad de un nuevo nacimiento, salvación por gracia, la justificación por la fe, y la acción constante y sostenida del Espíritu Santo sobre el alma de los creyentes para Perfeccionar y Santificar sus vidas, producirían efectos perjudiciales sobre las mentes ingenuas. Theophilus Evans, uno de los primeros críticos del movimiento, incluso escribió que era "tendencia natural de su comportamiento la de enloquecer a la gente, mediante la voz, el gesto y las expresiones horribles". En uno de sus escritos, William Hogarth ataca asimismo a los metodistas tildándolos de "entusiastas" llenos de "credulidad, superstición y fanatismo". Pero los metodistas resistieron los numerosos ataques contra su movimiento. (véase John Wesley y George Whitefield para una discusión mucho más completa del Metodismo primigenio).
John Wesley tuvo influencias de los Hermanos de Moravia y del teólogo holandés Jacobo Arminio, mientras que Whitefield adoptó puntos de vista más próximos al calvinismo. Por eso, los seguidores de Whitefield se separaron convirtiéndose en metodistas calvinistas. No obstante, la mayoría de las denominaciones metodistas han seguido a Wesley en cuanto a su teología arminiana.

#### Reino Unido

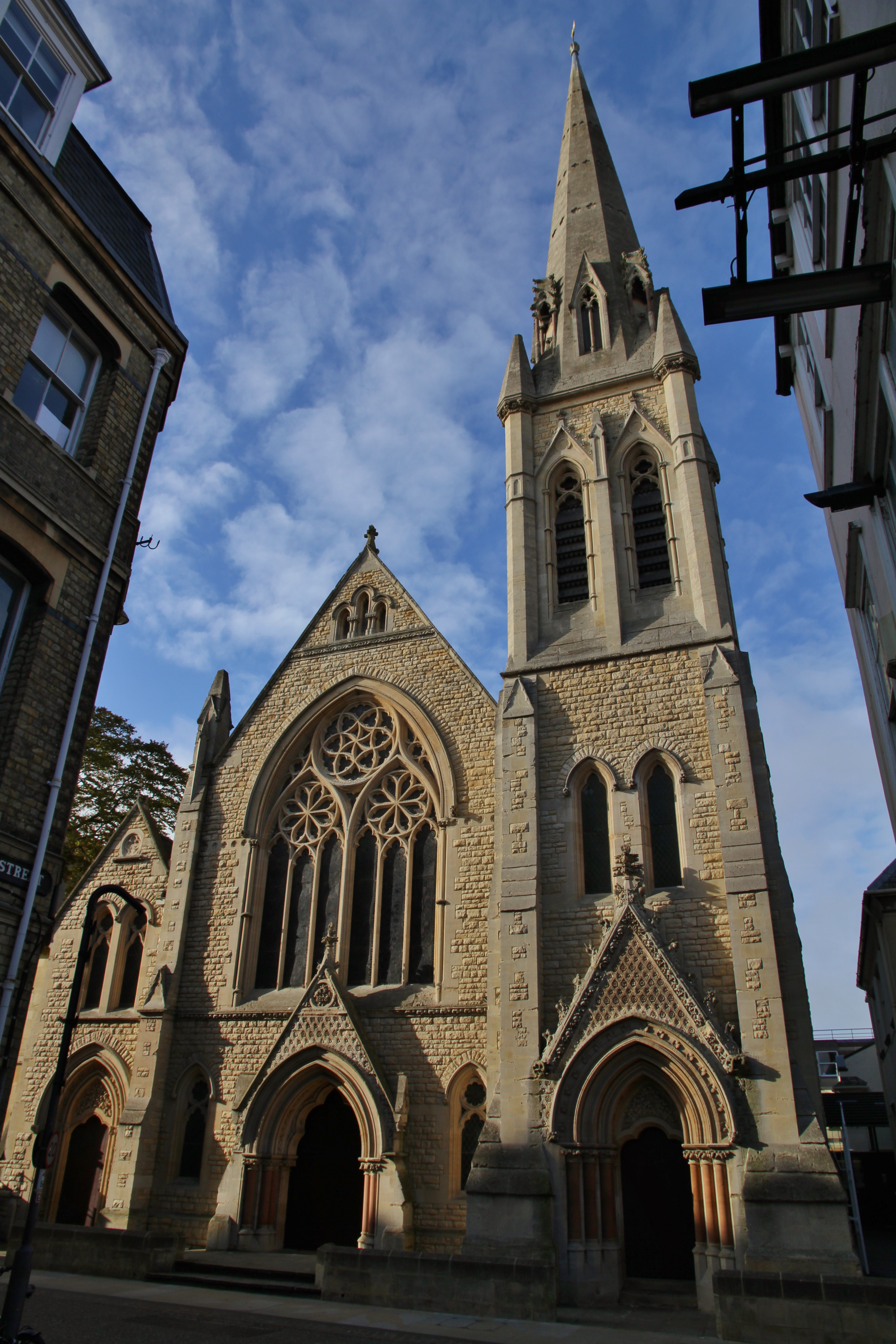
Wesley Memorial Church, iglesia Metodista en Oxford, ciudad en que los hermanos Wesley estudiaron e iniciaron el movimiento.

##### Canadá

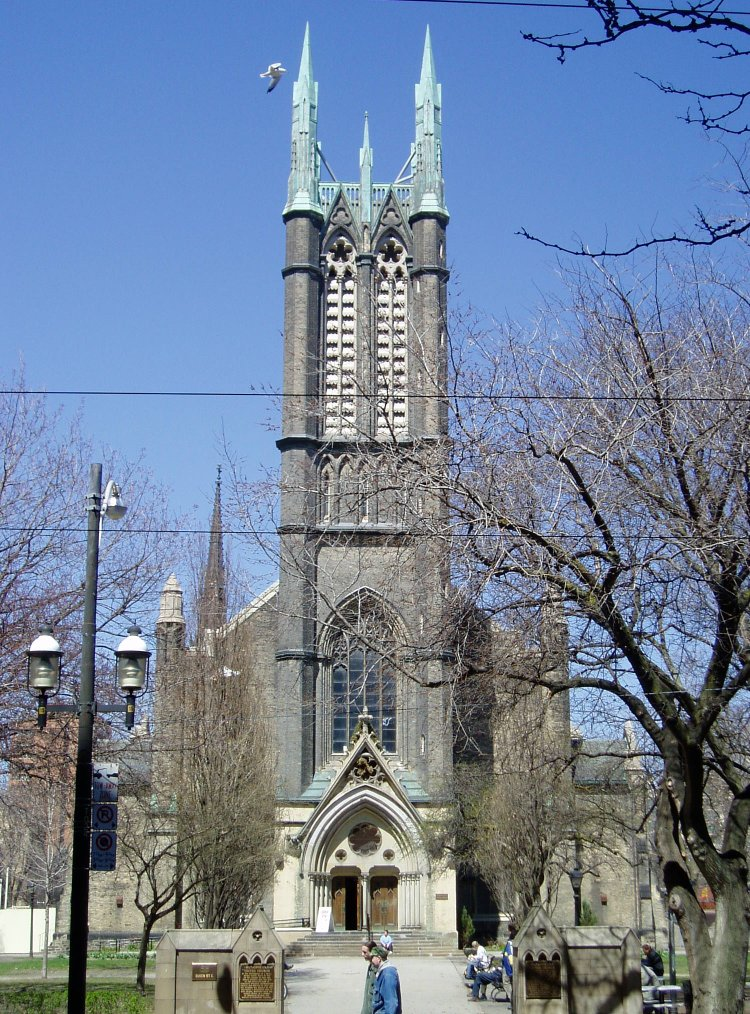
La Iglesia Metodista Metropolitana de Toronto juega un rol importante en la ciudad donde fue nombrada la «Roma Metodista».

##### Estados Unidos

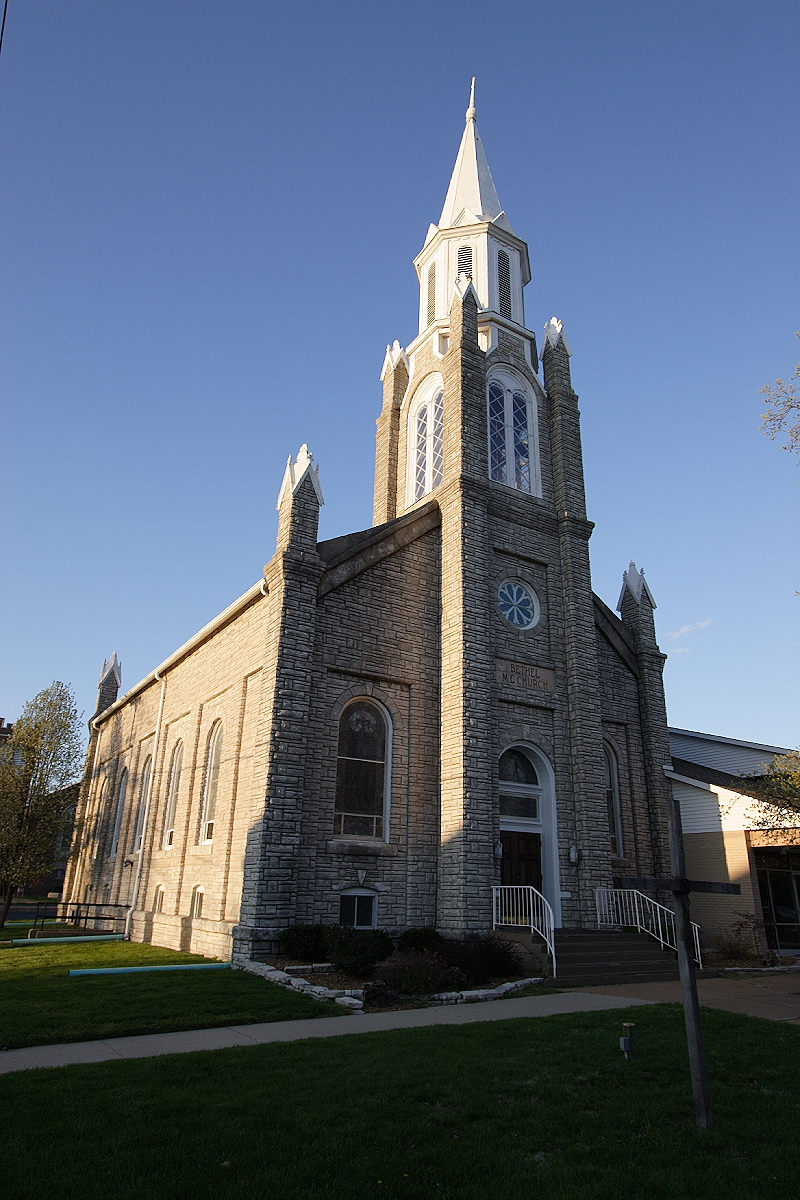
Iglesia Metodista Unida de Bethel, Mascoutah, Illinois.

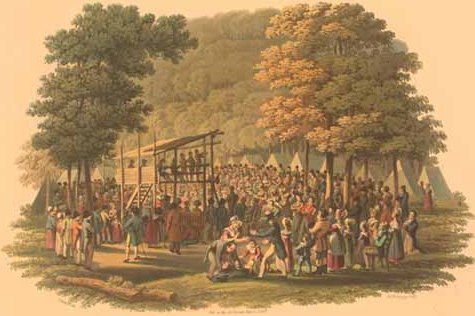
Grabado de un Culto Campestre de 1819 (Biblioteca del Congreso estadounidense).